# نیمکت داغ
نیمکت داغ: از حشمت مهاجرانی تا الکس فرگوسن و ژوزه مورینیو، عنوان کتابی است که توسط حمیدرضا صدر در سال ۱۳۹۱ توسط نشر چشمه منتشر شد. هشتیمن چاپ این اثر سال ۱۴۰۰ منتشر شده‌است. او در این اثر به سر مربی‌هایی مانند سپ هربرگر، هلنیو هررا، الف رمزی، والری لوبانوفسکی، ماریو زاگالو، رینوس میشل، سزار منوتی، کارلوس بیلاردو، تله سانتانا، جووانی تراپاتونی، الکس فرگوسن، آریگو ساچی، فابیو کاپلو، گاس هیدینگ، مارچلو لیپی، آرسن ونگر، اوتمار هیتسفلد، اتو رهاگل، رافا بنیتس، ژوزه مورینیو و پپ گواردیولا پرداخته‌است.

## معرفی
نویسنده، در کتاب نیمکت داغ: از حشمت مهاجرانی تا الکس فرگوسن و ژوزه مورینیو در سی و یک فصل به توصیف زندگی و رویکرد حرفه‌ای سی و چهار مربی تاریخ ساز فوتبال پرداخته‌است. حمیدرضا صدر سراغ چهره‌های مربی‌گری برجستهٔ تاریخ فوتبال در جهان و ایران رفته و از دنیای مردان شمارهٔ یک فوتبال نوشته‌است. او در سی و یک فصل به بررسی عصر سی و چهار مربی بزرگ فوتبال پرداخته‌است. نیمکت داغ: از حشمت مهاجرانی تا الکس فرگوسن و ژوزه مورینیو تنها روایتی از تاکتیک‌ها و تکنیک‌ها نیست، بلکه حمیدرضا صدر زندگی و آنچه را که این مربیان بیرون از دروازهٔ استادیوم‌های فوتبال رویارویش قرار می‌گرفتند، در این کتاب آورده‌است.
این اثر به رسول مدد نوعی و حسین فکری دو مربی فقید فوتبال ایران و همین‌طور زدراکو رایکف مربی فقید یوگسلاو تبار باشگاه استقلال در دهه ۱۳۵۰ تقدیم شده‌است.
او در این اثر به سر مربی‌هایی مانند سپ هربرگر، هلنیو هررا، الف رمزی، والری لوبانوفسکی، ماریو زاگالو، رینوس میشل، سزار منوتی، کارلوس بیلاردو، تله سانتانا، جووانی تراپاتونی، الکس فرگوسن، آریگو ساچی، فابیو کاپلو، گاس هیدینگ، مارچلو لیپی، آرسن ونگر، اوتمار هیتسفلد، اتو رهاگل، رافا بنیتس، ژوزه مورینیو و پپ گواردیولا پرداخته‌است.

«امیدوارم خوانندگان ناآشنا با تاریخ فوتبال ایران و آسیا از دیدن نام حشمت مهاجرانی در سیاههٔ ارائه‌شده، تعجب نکنند. این کتاب بدون پرداختن به فوتبال ایران با حفره‌ای خالی روبه‌رو می‌شد. جایگاه مهاجرانی میان مربیان آسیایی یگانه‌است. پیش از او اکثر تیم‌های آسیایی در دیدارهای مقدماتی جام جهانی غایب بودند و نمایندگان راهی شده مسیر کوتاهی را طی می‌کردند. مهاجرانی اولین نمایندهٔ واقعی آسیا را راهی جام جهانی کرد. او تیمش را در مصاف با همهٔ نمایندگان قارهٔ آسیا به‌علاوهٔ استرالیا، در ویترین جام جهانی جای داد. او برای اولین‌بار تیمی از غرب آسیا را راهی جام جهانی کرد. او در ایران با سامان‌دهی تیم‌های ملی جوانان، بنایی نو درانداخت و رکورد قهرمانی در آسیا بر جای گذاشت.»

## پرداختن به مربی ایرانی
از نکات دیگر این اثر پرداختن به «حشمت مهاجرانی» مربی قدیمی ایرانی در کنار چهره‌هایی همچون «الکس فرگوسن»، «فابیو کاپلو» و «ماریو زاگالو» است. انجام یک گفت‌وگوی مفصل با حشمت مهاجرانی و مرور بازی‌های تیم‌ملی به رهبری او، بخشی از فصلی است که به این سرمربی ایرانی پرداخته‌است.
مقدمهٔ کتاب
در مقدمهٔ «نیمکت داغ: از حشمت مهاجرانی تا الکس فرگوسن و ژوزه مورینیو» دربارهٔ این کتاب و این‌که ایدهٔ نوشتن این اثر از کجا آمده، این‌گونه آمده‌است: «نخستین مربیانی که شناختیم چه کسانی بودند؟ آن‌ها را برای چه به یاد می‌آوریم؟ پیروزی تیم‌های‌شان اهمیت داشت یا بازی‌هایی که ارائه می‌دادند؟ شخصیت‌شان قوی بود یا هوش فراوانی داشتند؟ ستاره‌های بزرگی در تیم‌شان بازی می‌کردند یا با دست خالی جلو می‌رفتند؟ مدیر بودند یا مربی؟... انگارهٔ اولیهٔ این کتاب برتافته از تحلیل‌های تاکتیکی بود. این‌که تیم‌های اولیهٔ تاریخ با تعداد پرشمار مهاجم و تعداد انگشت‌شمار مدافع بازی می‌کردند. این‌که سیر تطور تاکتیکی چه بوده. رویکرد تاکتیکی در چه ادواری تغییر کرده و تاریخ فوتبال چگونه ورق خورده. مربیان مورد بحث یا جایگاه تاکتیکی برجسته‌ای دارند یا اهمیت تاریخی ویژه‌ای. ترتیب ارائهٔ آن‌ها در فصل‌های کتاب مبتنی بر تقدم تاریخی است و می‌توان از دورانی به دوران دیگر با نوعی پیوستگی تاریخی، به روند تغییرات تاکتیکی از عصری به عصر دیگر دست یافت. نخستین مربی هربرت چاپمن انگلیسی در دههٔ ۱۹۲۰ است و آخرینش پپ گواردیولا در آغاز دههٔ ۲۰۱۰.»

## نقد و بررسی
کتاب نیمکت داغ: از حشمت مهاجرانی تا الکس فرگوسن و ژوزه مورینیو مورد توجه کتاب‌خوان‌ها و اهالی فوتبال قرار گرفته‌است.
امیر حاج رضایی دربارهٔ این اثر گفته‌است:
از خواندن کتاب‌های «فوتبال علیه دشمن» نوشته سایمون کوپر، «فوتبال جامع»، «روزی روزگاری فوتبال» و «نیمکت داغ» بسیار لذت بردم. «نیمکت داغ» به قلم دکتر حمیدرضا صدر دربارهٔ نخستین مربیان بزرگ فوتبال در دنیا است. در این اثر با خواندن دربارهٔ این مربیان درمی‌یابید که با یک مربی مواجه نیستید، بلکه با یک اندیشمند روبه‌رویید.
نویسنده در نشست نقد و بررسی دربارهٔ آثار فوتبالی در توضیح انگیزه اولیه نگارش کتاب نیمکت داغ گفت: 

نگارش این کتاب از تماسی با عادل فردوسی‌پور آغاز شد. وقتی کتابی دربارهٔ بازیکنان فوتبال با عنوان «Football Players» از «سایمون کوپر» منتشر شده بود که خیلی سریع به دست من رسید، به فردوسی‌پور اطلاع دادم که اگر علاقه‌مند است آن را ترجمه کند و او از این مسئله استقبال کرد. من نیز تصمیم گرفتم به نگارش کتابی دربارهٔ مربیان فوتبال بپردازم که ایده این کار را از قدیم در ذهن داشتم، یعنی نگارش کتابی که ترکیبی از بیوگرافی مربیان با پس‌زمینه‌های اجتماعی و سیاسی دوران تاریخی هر یک از آنان است و به روش مربیگری و تاکتیک‌های هر یک نیز می‌پردازد.